# Fallna kvinnor

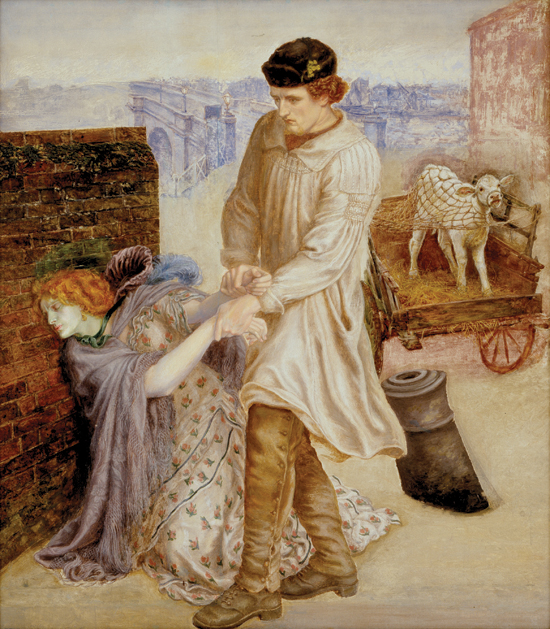
Rossettis tavla Found.

Begreppet fallen kvinna är en historiskt term som användes för att beskriva en kvinna som "förlorat sin oskuld" och fallit från Guds nåd. I Storbritannien kom det på 1800-talet att känneteckna en kvinna som förlorat eller givit upp sin kyskhet. Begreppet blev ett uttryck för uppfattningen att socialt och moraliskt acceptabla kvinnor begränsade sin sexualitet och erfarenhet helt och hållet till äktenskapet; samt att en kvinna skulle vara under översikt och omvårdnad av en auktoritär make. Begreppet användes ofta i samband med prostitution, vilket sågs som både orsak till och verkan av att kvinnan var fallen. Under 2000-talet ses begreppet som anakronistiskt, även om det har betydelse i socialhistoria och förekommer i många litterära verk.

## Koppling till teologi
Synen på Eva, från berättelserna i den bibliska Första Moseboken, som den prototypiska fallna kvinnan har av akademiker, teologer och litteraturvetare blivit utbredd. Avgörande dock är att en sådan läsning förbiser att Eva inte fördrevs ur Edens trädgård på grund av sex utanför äktenskapet, utan genom att hon åt av förbjuden frukt från kunskapens träd. Eva och Adam ville ha kunskap, men i sin strävan lydde de inte Gud och förlorade sin ursprungliga oskuldsfullhet – det vill säga, deras kroppars och själars perfekta förening och harmonin mellan deras drifter, önskemål och deras kunskap. Följden var att det blev svårt för dem att veta sanningen och älska det goda. Frestelsen Adam och Eva utsattes för i berättelsen var att veta det Gud vet och se det Gud ser. Det var en frestelse baserad på lust, inte sexuell lust, men en avund och en önskan om att vara som Gud. Teologiskt sett blir det en metafor med kopplingar både till syndafallet och fördrivandet och det påföljande fallet av Lucifer från himlen.

## Den sociala situationen
Trots det kom begreppet oftast att användas i samband med föreställningar om sexuell 'kunskap' (dvs., erfarenhet), framförallt för kvinnor i en tid då kvinnors sexuella integritet värdesattes högt. Det blev till en paraplybeteckning för kvinnor som:
1. en gång eller flera hade sex utanför äktenskapet.
2. var av låg socioekonomisk klass.
3. som våldtagits eller förförts av en man.
4. har dåligt rykte.
5. är prostituerade.

Prostitution kunde definieras på flera olika vis, men för många kvinnor i hårda tider var prostitution nästan det enda sättet att få ekonomin att gå runt. Prostitution var då inte ett långvarigt yrke, utan något man kom och gick till beroende på familjens finanser.
I vissa fall sågs kvinnor som fallna enbart om de var utbildade, excentriska eller förföriska. Att vara fallen i någon av dessa betydelser var då resultatet av avvikelsen från sociala normer – något som i sin tur var starkt kopplat till förväntningar på moral. Förväntningar på att kvinnor ska hålla sig utanför en manlig blick har gjort att kvinnliga dansare och artister har setts som fallna. Kvinnliga dansare var inte socialt acceptabelt i Europa, och i Arabien var otäckta ghawazi, kvinnor som framträdde offentligt för män, inte respekterade.

## Räddning och rehabilitering
Den snabba urbaniseringen under den industriella revolutionen i England ledde till att många prostituerade arbetade i huvudstaden, London. Prostitutionen föranledde många försök till räddning och rehabilitering, framförallt av medelklasskvinnor som inspirerats av religiösa övertygelser, feministiska principer eller både och. Vissa arbetade för att ändra lagstiftning eller samla in pengar till fonder för välgörenhetsinitiativ. Josephine Butler skrev i kampen mot den så kallade Contagious Diseases Acts
| ” | Ni måste veta att det finns många goda män och kvinnor i vårt land som har ägnat sina liv åt att rädda prostituerade, och att erbjuda skydd och hjälp till kvinnor och unga flickor som genom fattigdom, okunskap eller dåligt sällskap är i farozonen att synda. Och då flera personer som jobbar tillsammans kan göra mer än var och en själv kan göra har föreningar startats för detta syfte, och en av dessa, Rescue Society, har de senaste sjutton åren öppnat dörrarna till sina många hem för inte mindre än 6 722 fallna kvinnor och flickor, av vilka sjuttiotvå på varje hundratal har återförts till ett dygdigt liv, medan brist på pengar har gjort att man inte har kunnat ta emot många som har behövt hjälpen. | „ |
| – | |   |

Många av dessa Magdalenahem var väldigt stränga men Urania Cottage, startat och drivet av Charles Dickens med hjälp av Angela Burdett-Coutts, 1:a baronessa Burdett-Coutts, var vänligare, drivet av "good sense and good will". Premiärministern William Ewart Gladstone arbetade direkt med fallna kvinnor för att försöka rädda dem från omständigheterna. Trots att det riskerade hans politiska karriär tillbringade Gladstone mycket tid och pengar på detta tillsammans med sin fru, Catherine Gladstone. "Det finns fler inlägg i Gladstones dagböcker om prostituerade än om politiska värdinnor, mer återgivna besök hos fallna kvinnor på Londons gator än besök på baler och soaréer hos grandes dames."
Också i Sverige fanns Magdalenahemmet i Stockholm. Räddningsarbete bland prostituerade var också del av Vita bandets missionsarbete, som också arbetade för förbud mot alkohol och opium. Liknande utfördes på Filippinerna under Filippinsk-amerikanska kriget genom USA:s regering som del av en större kampanj mot prostitution, alkohol och andra "sociala ondheter".
2013 gavs Eva F. Dahlgrens bok om fallna kvinnor i Sverige ut. Hon konstaterar bland annat att det inte rådde fri rörlighet ens inom Sveriges gränser för prostituerade kvinnor, och att lösdriverilagen försvårade läget för alla som stämplades som fallna. Många internerades på Landskrona citadell för att lära sig "veta hut". Kvinnorna kallades demimonder, gatflickor, ligistflickor, berglärkor eller "psykiskt höggradigt abnorma". Kondomer blev inte lagligt förrän 1938.

## Fallna kvinnor i konsten
Fallna kvinnor som tema har, på grund av den sociala oron men även i egenskap av metafor för konstnärliga uttryck för dygd och synd, en framträdande plats inom konsten och litteraturen. I vissa fall, som Dante Gabriel Rossetti och William Blake, har författaren eller konstnären skapat verk i båda former.

### John Milton
Det förlorade paradiset, bok 9, rad 773-790.
| What fear I then, rather what know to fear Under this ignorance of good and evil, Of God or death, of law or penalty? Here grows the cure of all, this fruit divine, Fair to the eye, inviting to the taste, Of virtue to make wise; what hinders then To reach, and feed at once both body and mind?" So saying, her rash hand in evil hour Forth reaching to the fruit, she pluck'd, she eat. ... In fruit she never tasted, whether true Or fancied so, though expectation high Of knowledge, nor was Godhead from her thought. | Så många skäl och fler Bevisa ert behof av denna frukt. Gudinna, menska, tag dem! Smaka fritt!" Han slöt och orden, fulla utaf svek, Till hennes hjerta trängde alltför lätt. Tjust hon på frukten såg, hvars skönhet var Nog frestelse, och örat ljöd ännu Utaf hans hala ord, så fulla, som Hon tyckte, utaf sanning och af skäl. … "Förvisso, bästa frukt, din kraft är stor, Fastän oss nekad, vår beundran värd, För länge sparad…" |  |

Förutom Bibeln blev John Miltons kända och inflytelserika dikt Det förlorade paradiset (originaltitel: Paradise Lost) från 1667 den som starkast lyckades förmedla syndafallet och dess konsekvenser. Den fallna kvinnan är här en agent och inte en passiv behållare, genom sitt fördärv – Eva vill ha kunskap. Skillnaden mellan dessa skildringar och de som förekommer i texter under 1800-talet är att de senare skildrar kvinnan som förtryckt, kraftlös eller tystad – en som "sover sig igenom dikten snarare än undersöker sin natur."

### Lord Byron
Marino Faliero, akt 2, scen 1, rad 378-398.
Where is honour,

Innate and precept-strengthen'd, 'tis the rock

Of faith connubial: where it is not - where

Light thoughts are lurking, or the vanities

Of worldly pleasure rankle in the heart,

Or sensual throbs convulse it, well I know

'Twere hopeless for humanity to dream

Of honesty in such infected blood,

Although 'twere wed to him it covets most;

An incarnation of the poet's god

In all his marble-chiselled beauty, or

The demi-deity, Alcides, in

His majesty of superhuman manhood,

Would not suffice to bind where virtue is not;

It is consistency which forms and proves it;

Vice cannot fix and virtue cannot change,

The once fall'n woman must forever fall;

For vice must have variety, while virtue

Stands like the sun and all which rolls around

Drinks life, and light, and glory from her aspect.

Lord Byron behandlar den fallna kvinnan, synd och dygd och effekterna av otro och inkonsistens i dikten  Mariano Faliero, Doge of Venice.

### William Blake
Earth's Answer, en av Erfarenhetens sånger, rad 16-25.
| Engelsk text Does spring hide its joy When buds and blossoms grow? Does the sower Sow by night, Or the ploughman in darkness plough? Break this heavy chain That does freeze my bones around Selfish! Vain! Eternal bane! That free love with bondage bound. | Fri översättning Döljer våren sin glädje När knoppar och blommor växer? Sår såningsmannen på natten eller plöjer plogmannen i mörkret? Bryt den tunga kedja Som fryser kring mina ben Självisk! Fåfäng! Evigt fördärv! Den fria kärleken med slaviskt band. |  |

William Blakes diktserie Oskuldens och erfarenhetens sånger (1789-1794) behandlar kvinnans benägenhet att "falla" i tider av stor social förändring. Hans poesi uttrycker djup oro över fattigdom och dess effekter, samt relationerna mellan de som styr och de som styrs – däribland även moral och relationen mellan könen. Sambandet mellan syndafallet och samhällets restriktioner på sexuell kärlek är en del av denna oro.

### Prerafaelitiska konstnärer
Den fallna kvinnan var vanlig i konsten när Dante Gabriel Rossetti målade Found, där en fallen kvinna syns på en trottoar av en före detta älskare. William Holman Hunt, likt Rossetti del av prerafaeliterna fann sitt tema till tavlan The Awakening Conscience när han hade läst om Peggotty och Emily i Charles Dickens David Copperfield och efter att ha strövat längs Londons gator där man ofta såg fallna kvinnor.